# Три брата
Три брата је пример средњовековне стамбене зграде у Риги - три зграде коју су постављене на веома малом комаду земље. Фасаде и ентеријери су школски пример градње тог времена. Маза Пилс 17 је најстарија кућа од камена у Риги (крај 15. почетак 16. века), и њен јединствен димњак је очуван до данашњих дана. Она је резултат добре трговинске сарадње са холандским трговцима па одтуда и стил зграде. Фасада има степенаст стил и готичке нише. Зграда на броју 19 саграђена је 1646. док је број 21 изграђен у касном 17. веку. На једном од дворишних зидова налази се најстарији сачувани грб Риге.